# Somlóvecse
Somlóvecse è un comune dell'Ungheria di 97 abitanti (dati 2001). È situato nella contea di Veszprém.